# KNX
Standard KONNEX / KNX (dawniej EIB) – standard instalacji elektrycznej nowej generacji, umożliwia wspólną komunikację pomiędzy wszystkimi odbiornikami energii elektrycznej w budynku. KNX opcjonalnie zapewnia zdalny dostęp do wszystkich instalacji budynkowych i umożliwia dowolne rozwijanie funkcjonalności automatyki budynkowej przez dowolnych producentów z całego świata. Jest wspólnym językiem komunikacji dla wszystkich instalacji budynkowych oraz przedmiotów o standardzie IoT (Internet rzeczy). Może łączyć instalacje elektryczne, teletechniczne, HVAC, alarmowe, nagłośnienia, monitoring, zabezpieczenia budynków, opomiarowanie i wszystkie inne działające w budynku. Jednocześnie zapewnia energooszczędność, multimedialność i ogromną funkcjonalność budynku.
KNX to pierwszy na świecie otwarty standard zarządzania i kontroli urządzeń i budynków. Jest efektem konwergencji kilku protokołów i rozwijających je organizacji:
- EIB – Stowarzyszenia Europejska Magistrala Instalacyjna (ang. EIBA – European Installation Bus Association )
- EHS – Stowarzyszenia EHSA (ang. European Home Systems Association)
- oraz BatiBUS – BCI, Batibus Club International.

Na jego podstawie, dzięki współpracy Stowarzyszenia Konnex i CENELEC, powstała europejska norma EN 50090 (grudzień 2003 – zatwierdzono standardy komunikacji: TP – po skrętce i PL – po sieci zasilającej; maj 2006 – uzupełniono o standard komunikacji RF – fale radiowe). W listopadzie 2006 protokół wraz z mediami komunikacyjnymi (TP, PL, RF, IP) stał się standardem międzynarodowym (ISO) w zakresie automatyzacji budynków i urządzeń – ISO/IEC 14543-3. Europejska organizacja normalizacyjna CEN także uznała KNX jako standard dla systemów automatycznego sterowania budynkami publikując specyfikację KNX jako normy EN 13321-1 i EN 13321-2. Również Chiny uznały standard KNX publikując w 2007 roku normę GB/Z 20965.
KNX jest standardem wspieranym przez ponad 400 producentów sprzętu (między innymi ABB, BERKER, GIRA, ELSNER-ELEKTRONIK, HAGER, INTESIS, JUNG, LINGG&JANKE, SATEL, SAUTER, SCHNEIDER, SIEMENS, THEBEN, WAGO, ZENNIO; kompletną listę można znaleźć tutaj ). Producenci produkują około 7 tys. różnych urządzeń, dzięki czemu możliwe jest zautomatyzowanie praktycznie każdego budynku za pomocą tego systemu.
Trzechsetnym członkiem organizacji KNX została firma Fujitsu General. Miało to miejsce 1 listopada 2012 roku.
KNX jest systemem opartym na konwencji rozproszonej, dzięki czemu nie jest wymagana jednostka centralna.
Każdy element magistralny podłączony do instalacji wyposażony jest w procesor i elementy niezbędne do samodzielnej pracy.
Dzięki takiemu rozwiązaniu w przypadku awarii system – z wyjątkiem uszkodzonego elementu magistralnego – działa poprawnie, w przeciwieństwie do systemów scentralizowanych, w których podczas awarii cały system przestaje działać.

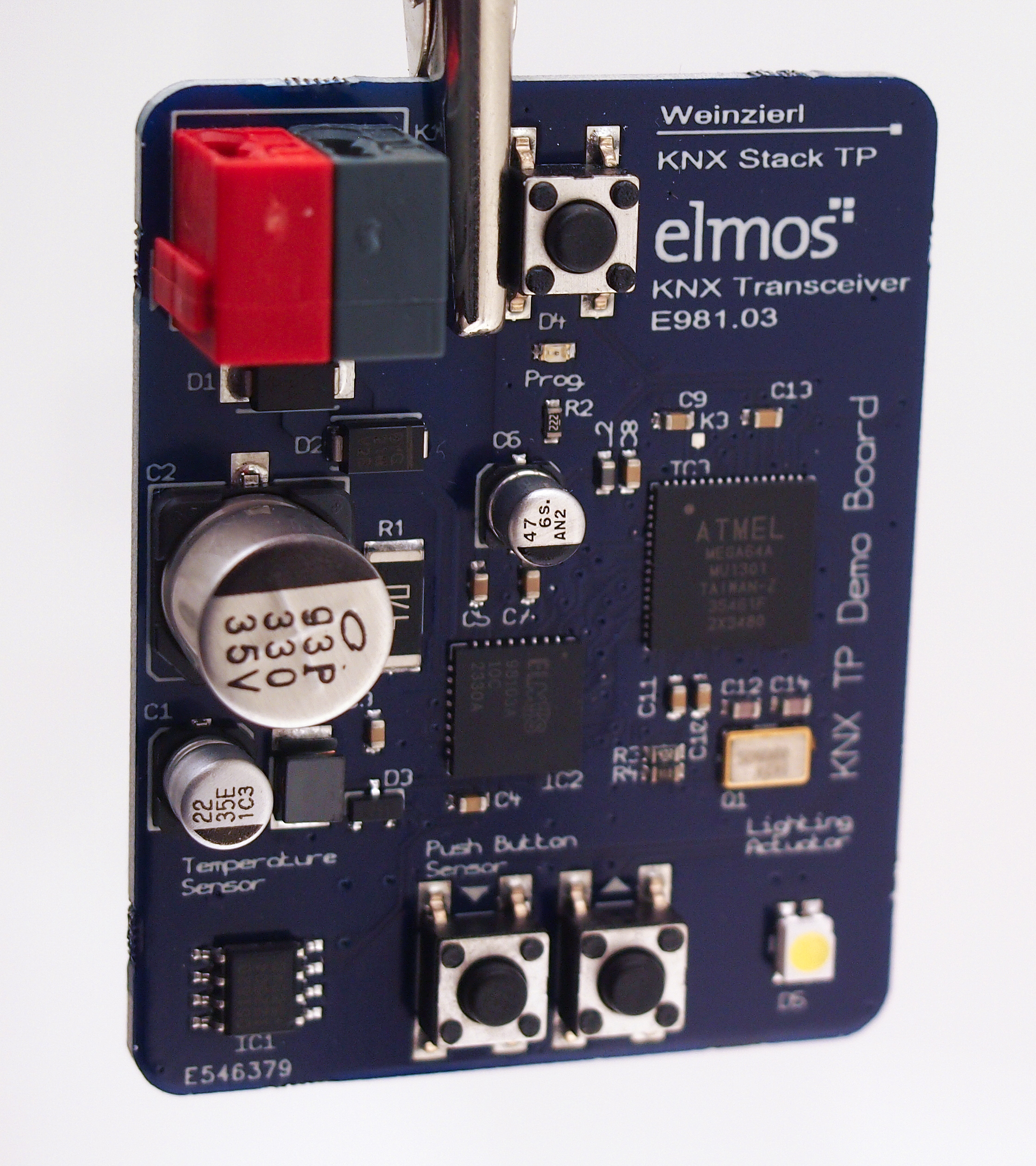
KNX-Transceiver-Board by Elmos

## Topologia systemu
Podstawową częścią struktury jest linia, do której oprócz zasilacza podłączonych jest maksymalnie 64 urządzeń magistralnych. Linię można rozbudować o trzy segmenty liniowe, które zajmują miejsce jednego z 64 urządzeń. W każdym segmencie liniowym podłączone są: zasilacz, sprzęgło liniowe i kolejne urządzenie magistralne o numerach od 65-127, 129-191 oraz 193-255. Numery 64, 128 oraz 192 zarezerwowane są dla wzmacniaczy (sprzęgieł liniowych). Do każdej linii głównej można podłączyć do 15 linii poprzedzonych sprzęgłami liniowymi, a 15 linii głównych można łączyć w 15 obszarów. Każda linia główna poprzedzona jest sprzęgłem obszarowym. Do linii głównych i obszarowych można podłączyć urządzenia magistralne – maksymalnie do 64 elementów wraz z liniami podrzędnymi. Daje to możliwość rozbudowy systemu do maksymalnie 58 384 urządzeń. Na tę liczbę składa się 1156 urządzeń systemowych (zasilacze, sprzęgła itp.) i 57 228 urządzeń użytecznych (sensory, aktory, moduły logiczne itp.). Wzmacniacz, sprzęgło liniowe czy obszarowe stanowią galwaniczną izolację wobec linii nadrzędnej, dlatego do każdego segmentu musi być dołączony kolejny zasilacz. W systemie KNX stosuje się dwa rodzaje adresów: adres fizyczny (określający miejsce urządzenia w systemie) oraz adres grupowy (określający grupy urządzeń współpracujących ze sobą).

## Zastosowania KNX
System umożliwia stworzenie inteligentnego budynku poprzez integrację sterowania i nadzoru urządzeń z takich kategorii, jak:
- zarządzanie energią
- klimatyzacja
  - ogrzewanie
  - wentylacja
- oświetlenie oraz żaluzje i markizy
- artykuły gospodarstwa domowego
- bezpieczeństwo
  - nadzór i kontrola dostępu
  - telewizja przemysłowa
  - symulacja obecności domowników
  - detekcja obecności osób w pomieszczeniu
- zdalny serwis i zarządzanie
- komunikacja z innymi systemami

Zagadnienia te przenikają się wzajemnie – trudno jednoznacznie określić, czy detektor obecności osób w pomieszczeniu jest tylko wygodą (jeśli sygnał przekażemy do lamp, nie trzeba będzie ręcznie włączać światła), zarządzaniem energią (lampy nie będą włączone, gdy nie ma takiej potrzeby), czy jest również systemem alarmowym (jeśli podczas urlopu w pomieszczeniach nie powinno być nikogo).
Przesyłanie sygnałów w systemie KNX może odbywać się za pośrednictwem:
- skrętki dwuprzewodowej (KNX.TP – Twisted Pair) – rozwiązanie najczęściej stosowane, ponad 95% instalacji KNX/EIB korzysta z KNX.TP (odziedziczone po BatiBUS i EIB – Instabus)
- instalacji elektrycznej w budynku (KNX.PL – Power Line) – rozwiązanie stosowane głównie w istniejących budynkach (odziedziczone po EIB i EHS – podobne do tego, który używa X10)
- połączenia radiowego (KNX.RF – Radio Frequency) – transmisja podobna do WiFi, zazwyczaj 868 MHz, szacunkowy zasięg urządzeń wynosi do 100m w przestrzeni otwartej i do 30m wewnątrz budynku (zasięg bywa ograniczony poprzez ściany, przeszkody i inne transmisje bezprzewodowe)
- podczerwieni
- sieci Ethernet – (KNXnet/IP, dawniej EIBnet/IP) – rozwiązanie pozwalające na przyspieszenie transmisji (np. dzięki zastąpieniu linii głównej siecią IP), umożliwiające realizowanie systemów KNX nawet w dużych budynkach.

Standard KNX jest niezależny od producenta. Urządzenie sieciowe KNX może być skonstruowane z różnych podzespołów, od 8-bitowego mikrokontrolera do standardowego komputera PC, w zależności od wymagań konkretnej implementacji systemu. Nadrzędnym programem do uruchamiania instalacji KNX jest program ETS. Aktualnie istnieje czwarta wersja programu ETS. Wcześniejsze wersje to ETS; ETS 2; ETS 3; ETS 3.0d e,f; ETS4

## Stowarzyszenie KNX
Stowarzyszenie KNX to organizacja otwarta, do której należą przede wszystkim producenci urządzeń wyposażenia budynków (wiodącymi członkami stowarzyszenia są producenci osprzętu elektrycznego) i gospodarstwa domowego. Partnerami naukowymi standardu KNX jest wiele uczelni, także politechniki z Polski. Na terenie kraju działają trzy centra szkoleniowe certyfikowane przez KNX: w Łodzi przy centrum komputerowym Politechniki Łódzkiej, we Wrocławiu przy Politechnice Wrocławskiej oraz w Poznaniu przy Politechnice Poznańskiej. Polskie stowarzyszenie narodowe KNX pod nazwą Stowarzyszenie „KNX Polska” zostało zarejestrowane w 2008 roku w Łodzi.